# آرنه نس جونیور
آرنه نس جونیور (زاده آرنه رودولف لودویگ راب؛ ۸ دسامبر ۱۹۳۷ – ۱۳ ژانویه ۲۰۰۴، در ۶۶ سالگی) یک تاجر نروژی، کوهنورد، و همسر دوم دایانا راس است.

## اوایل زندگی
نس در سال ۱۹۳۷ در آلمان از ازدواج پزشک آلمانی، آگوست اسکار ژرمن راب (۱۹۰۱-۱۹۹۳) و کرستن "کیکی" دکه نس (۱۹۰۷-۲۰۰۱)، یک شهروند نروژی که برادرش فیلسوف و کوهنوردی به نام آرنه نس بود، به دنیا آمد. خانواده نس در طول جنگ جهانی دوم در آلمان زندگی می‌کردند. والدین او پس از جنگ از هم جدا شدند و نس به همراه مادرش به نروژ نقل مکان کردند و هر دو نام دخترانه او را «نس» گرفتند.

## حرفه
در سال ۱۹۶۴، نس به نیویورک نقل مکان کرد تا برای عمویش ارلینگ دکه نس، یک تاجر کشتیرانی، کار کند. او در سال ۱۹۶۸ کسب و کار خود را در لندن آغاز کرد و در کشتیرانی و نفت و املاک موفق بود. او در دهه ۱۹۹۰ چند سرمایه‌گذاری بد در  طرح هرمی بازی‌های جهانی پول انجام داد. بزرگترین موفقیت او سرمایه‌گذاری در یک تجارت فناوری اطلاعات، شرکت تاندبرگ دیتا و سرمایه‌گذاری‌های مختلف جهانی در املاک و مستغلات بود. در زمان مرگ او در سال ۲۰۰۴، ارزش امپراتوری کشتیرانی نس حدود ۶۰۰ میلیون بود. او سال‌های پایانی عمر خود را در سوئیس گذراند.

## زندگی شخصی
در سال ۱۹۶۶، نس با فیلیپا کوملین دوری از سوئد ازدواج کرد و با هم صاحب پسری به نام کریستوفر و دو دختر به نام‌های کاتینکا و لئونا نس خواننده موسیقی پاپ/فولک شد. پس از طلاق، او با ماری مورستاد بازیگر نروژی رابطه داشت. در سال ۱۹۸۵، نس در سفری به باهاما، خواننده آمریکایی، دایانا راس را ملاقات کرد. او و راس در سال ۱۹۸۵ ازدواج کردند و صاحب دو پسر به نام های راس آرنه نس (متولد ۷ اکتبر ۱۹۸۷) و ایوان راس (متولد ۲۶ اوت ۱۹۸۸) شدند. او از طریق ازدواج خود سه دختر ناتنی به نام‌های روندا راس کندریک (دختر راس با بری گوردی موسس موتاون)، چادنی راس و تریسی الیس راس به دست آورد. دو مورد آخر دختران راس از ازدواج اول او با مدیر اجرایی موسیقی، رابرت الیس سیلبرستاین هستند. این زوج در سال ۲۰۰۰ پس از اینکه فاش شد که نس از کامیلا آستروپ صاحب فرزندی شده است، جدا شدند. نس ۵ سال باقیمانده عمر خود را با کامیلا آستروپ متولد نروژ گذراند. آنها دو پسر به نام های نیکلاس و لوئی داشتند.

## کوهنوردی
نس در ۱۹ سالگی بیست و یکمین صعود از کوه‌های نروژ را انجام داده بود. در دهه ۱۹۶۰، او عمدتاً بر روی حرفه خود تمرکز کرد. در دهه ۱۹۷۰ به کوهنوردی بازگشت. او در سال ۱۹۸۵ اولین سفر نروژی به قله اورست را رهبری کرد. همچنین کریس بونینگتون، کوهنورد بریتانیایی نیز در آن شرکت داشت. هنگامی که در طی یک مصاحبه تلویزیونی در اواخر دهه ۱۹۹۰ در مورد خطرات کوهنوردی پرسیده شد، نس پاسخ داد: "اگر خطرات را دوست نداشتم، ترجیح می‌دادم تنیس یا گلف بازی کنم."

## مرگ
نس در ۱۳ ژانویه ۲۰۰۴ در کنار دوستش یوهان روپرت اقامت داشت که هنگام پایین‌آمدن از قله‌ای به سمت ملک روپرت در کوهستان دراکنشتاین در نزدیکی شهر فرانشهوک در خارج از کیپ تاون، آفریقای جنوبی، در یک سانحه کوهنوردی جان باخت. بر اساس گزارشات پلیس، تجهیزات محکم‌کاری نس از دامنه کوه متخلخل، شل شده و منجر به سقوط ۱۰۳ متری شده است. او در زمان مرگ ۶۶ سال داشت.

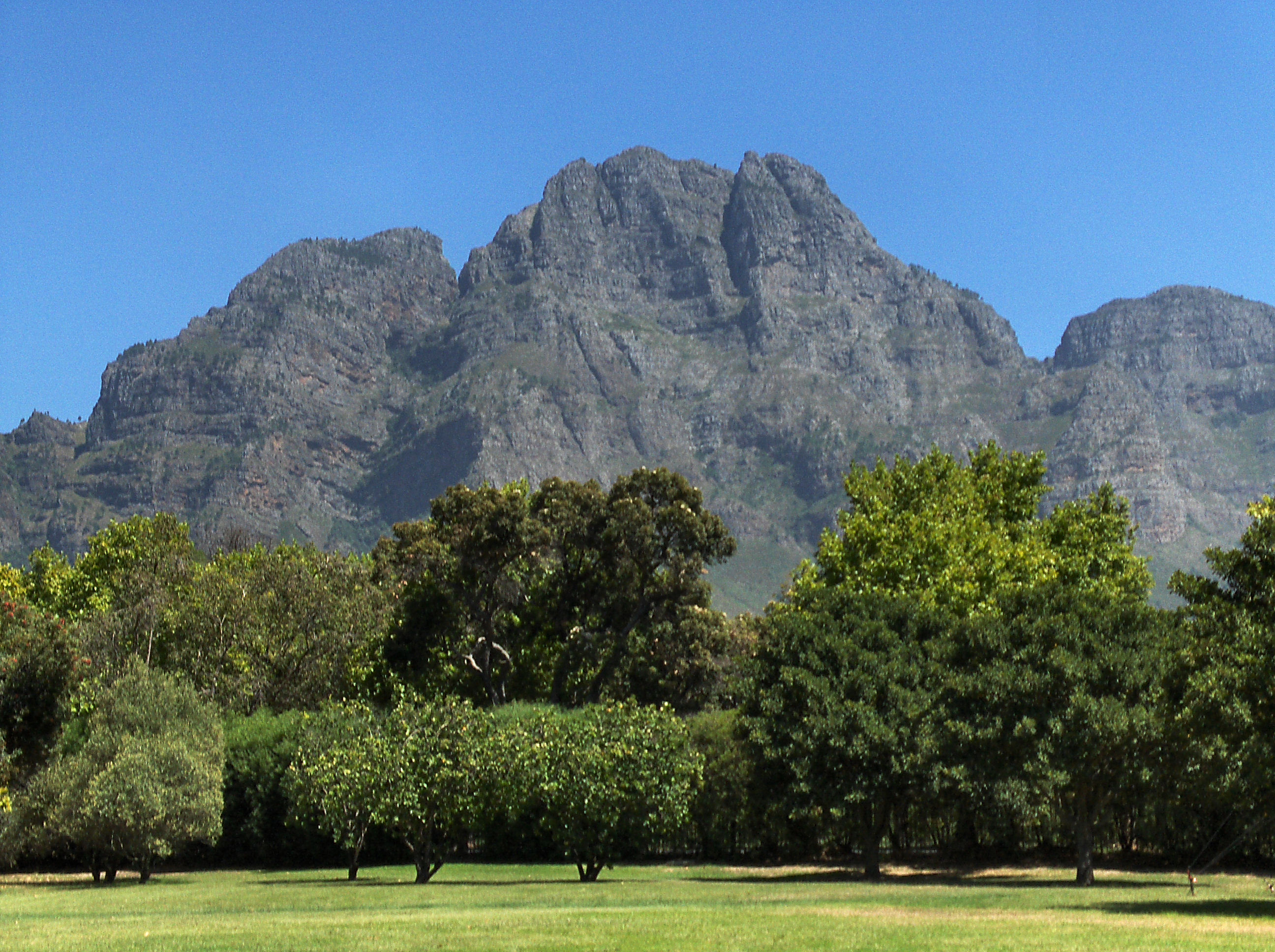
نگاره‌ای از کوهستان دراکنشتاین در کیپ غربی - ۲۰۰۷

در مه ۲۰۰۴، نس پس از مرگ جایزه لوریوس برای یک عمر دستاورد ورزشی را دریافت کرد.